# Samolot wąskokadłubowy

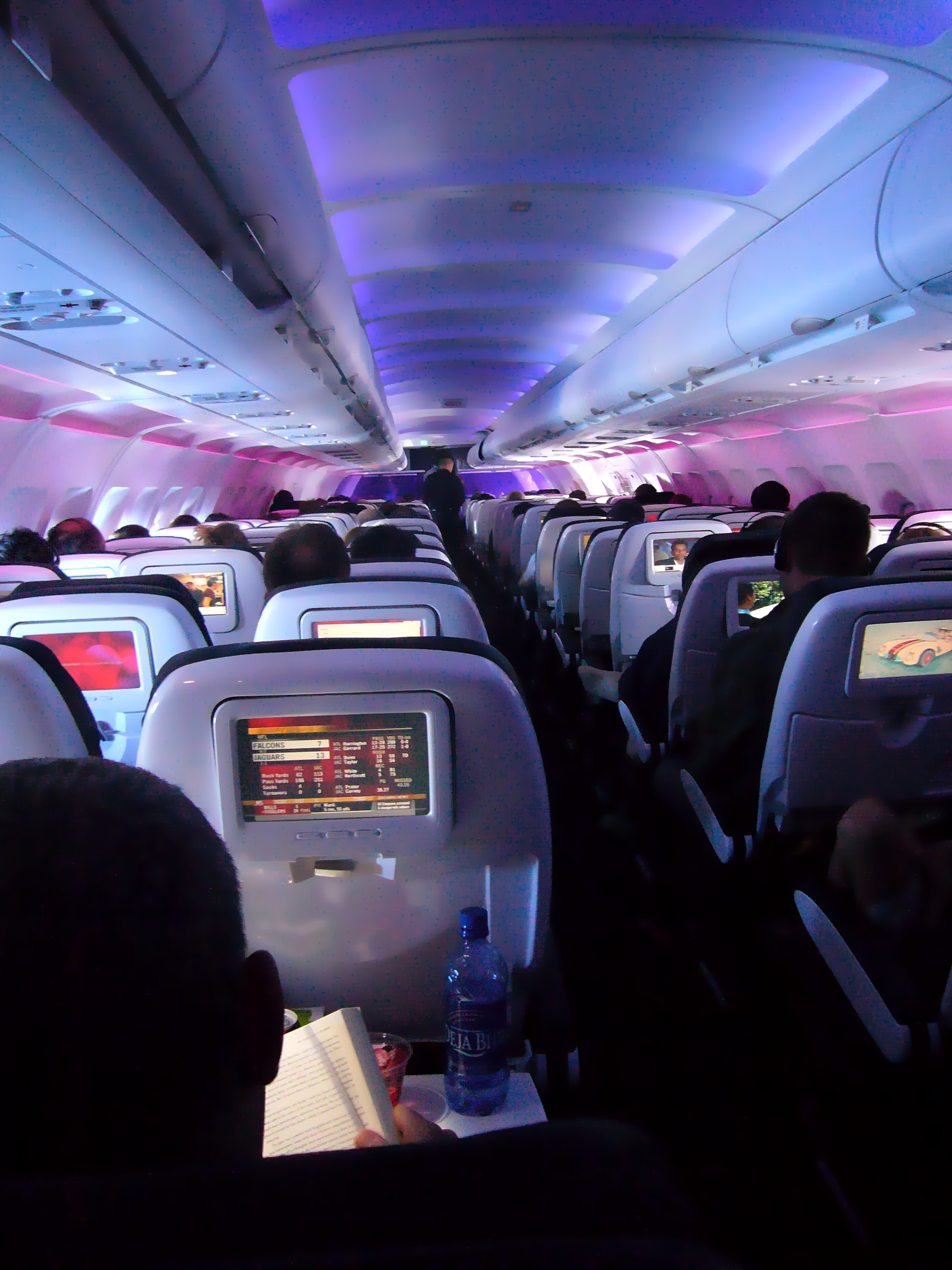
Typowy przedział wąskokadłubowego samolotu Airbus A320

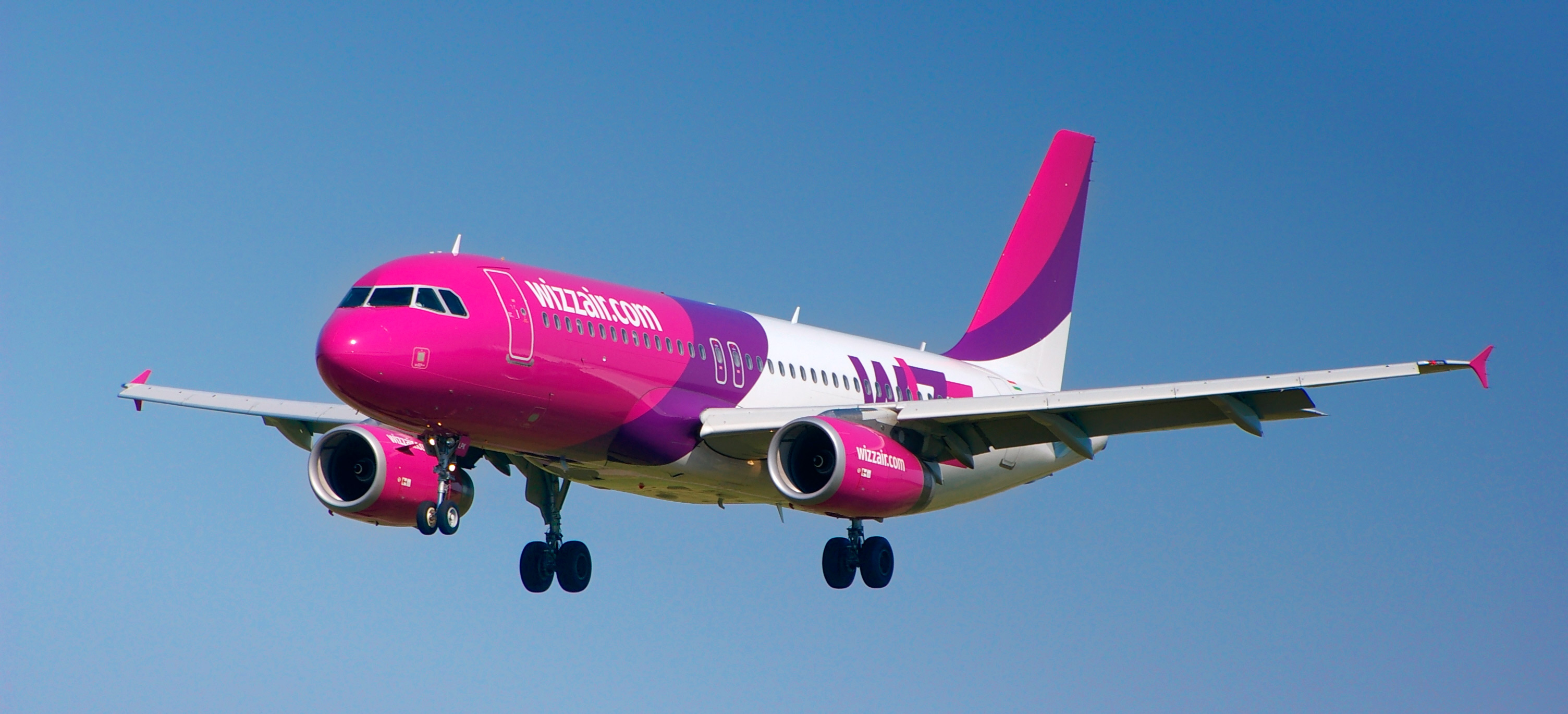
Airbus A320

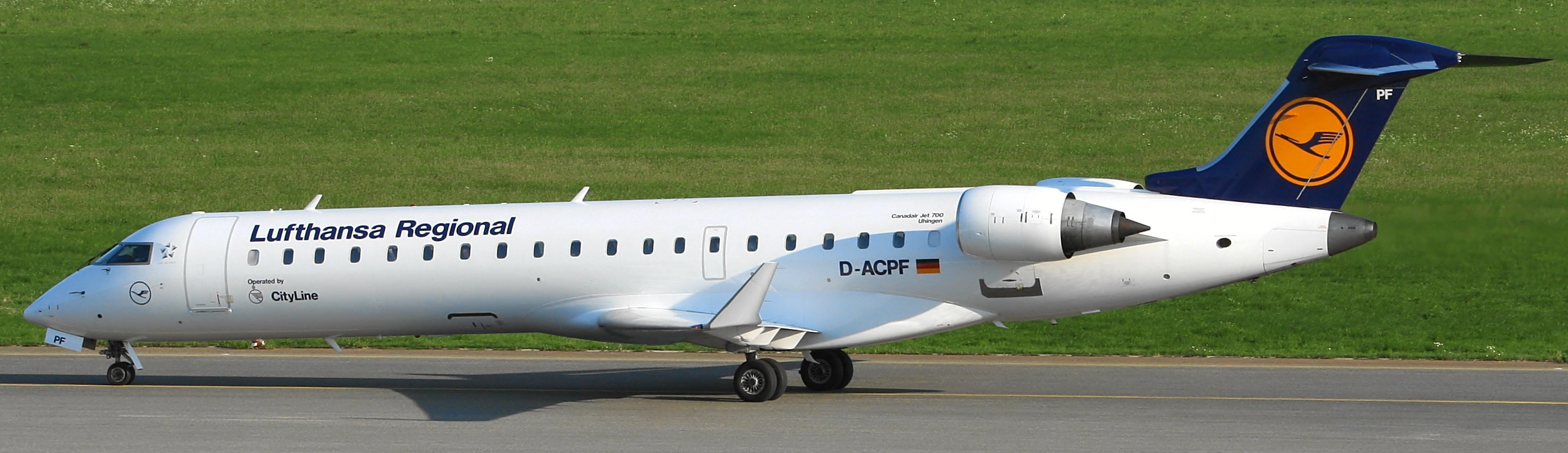
Bombardier CRJ-700

Samolot wąskokadłubowy (także jednonawowy) – samolot pasażerski lub transportowy o typowej szerokości kadłuba wynoszącej od 3 do 4 metrów (10-13 stóp). Posiada jedno przejście pomiędzy fotelami ustawionymi w rzędach, gdzie liczba foteli wzdłuż obu naw, wynosi od 2 do 6. Zwykle uznawany jest za samolot regionalny (krótko lub średniodystansowy), niemający możliwości lotów transkontynentalnych lub transatlantyckich ze względu na swój zasięg.
Do tej kategorii zaliczają się takie maszyny jak: Airbus A318, A319, A320, A321, Boeing 737, 757, Bombardier CRJ-700, McDonnell Douglas MD-80, McDonnell Douglas MD-90, Ił-62, Tu-134, Tu-154, An-148, Suchoj SuperJet 100, Fokker 100, Embraer 175, Embraer 190, czy Embraer 195.